# تاترا ۵۴
تاترا ۵۴ (Tatra ۵۴) خودرویی است که در سال‌های ۱۹۳۱ تا ۱۹۳۴ ۱۵۱۰ builtدر جمهوری چک و چکسلواکی تولید شده‌است.
طراحی آن خودروهای موتور جلو-محور عقب بوده است.

## نگارخانه

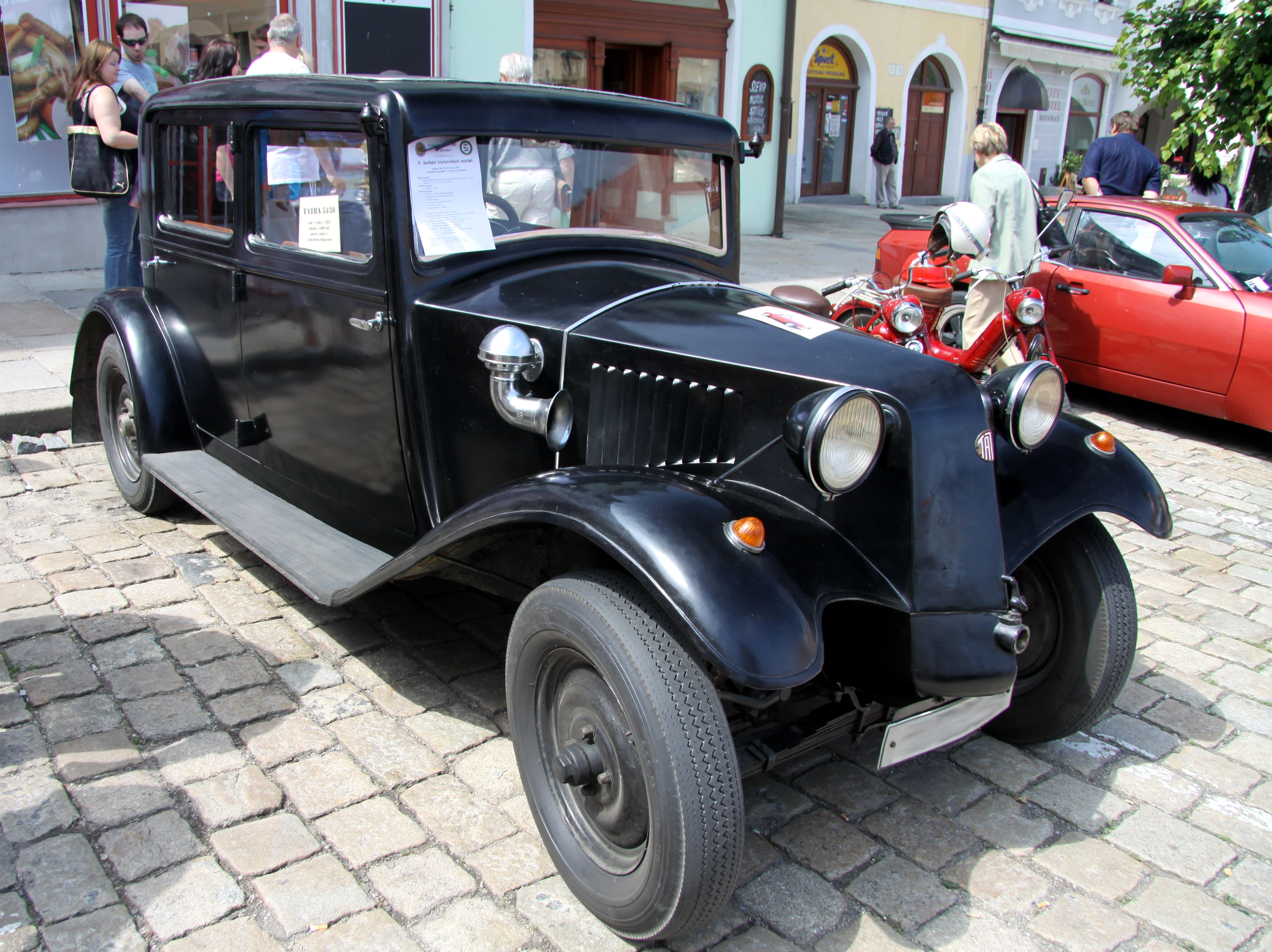
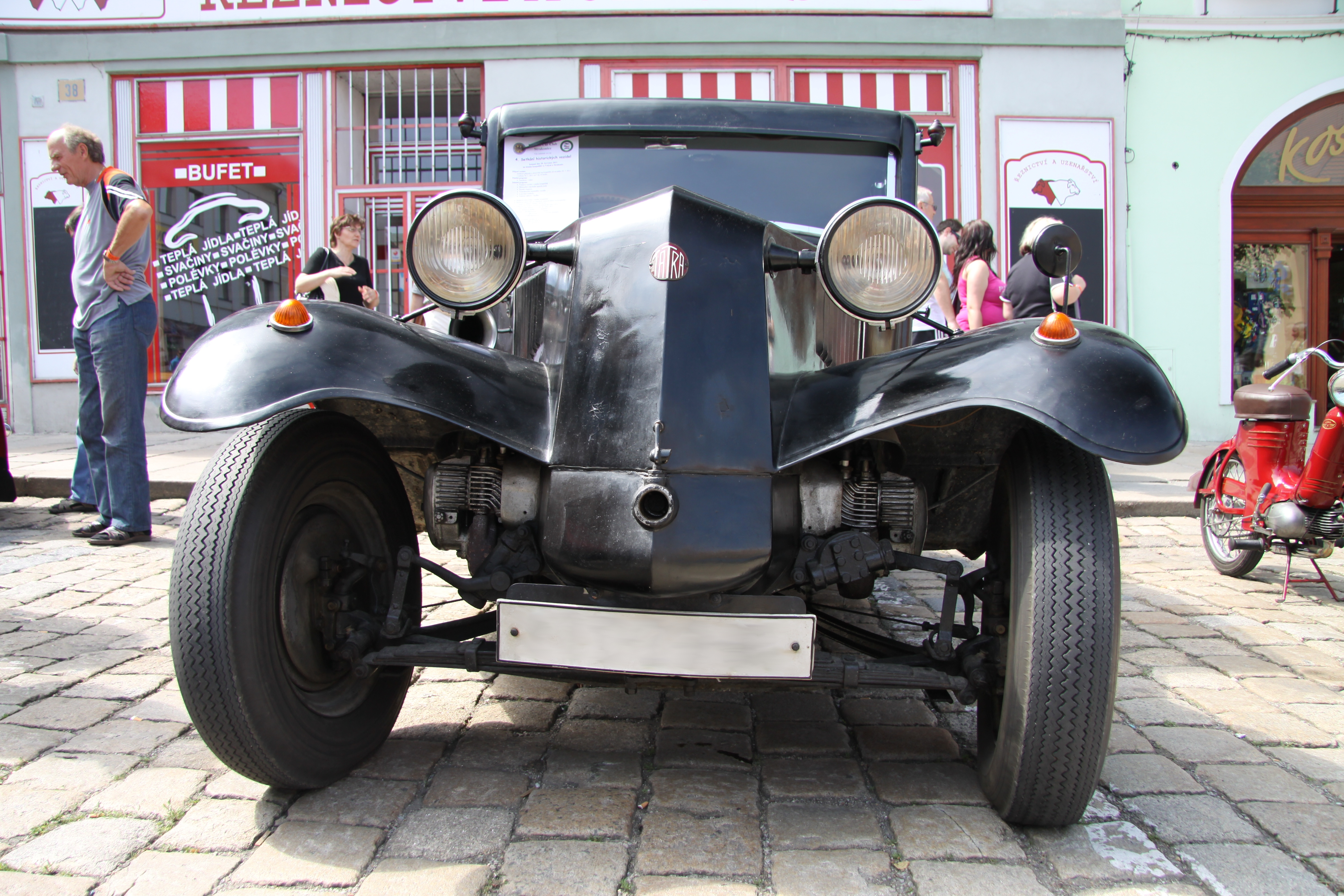
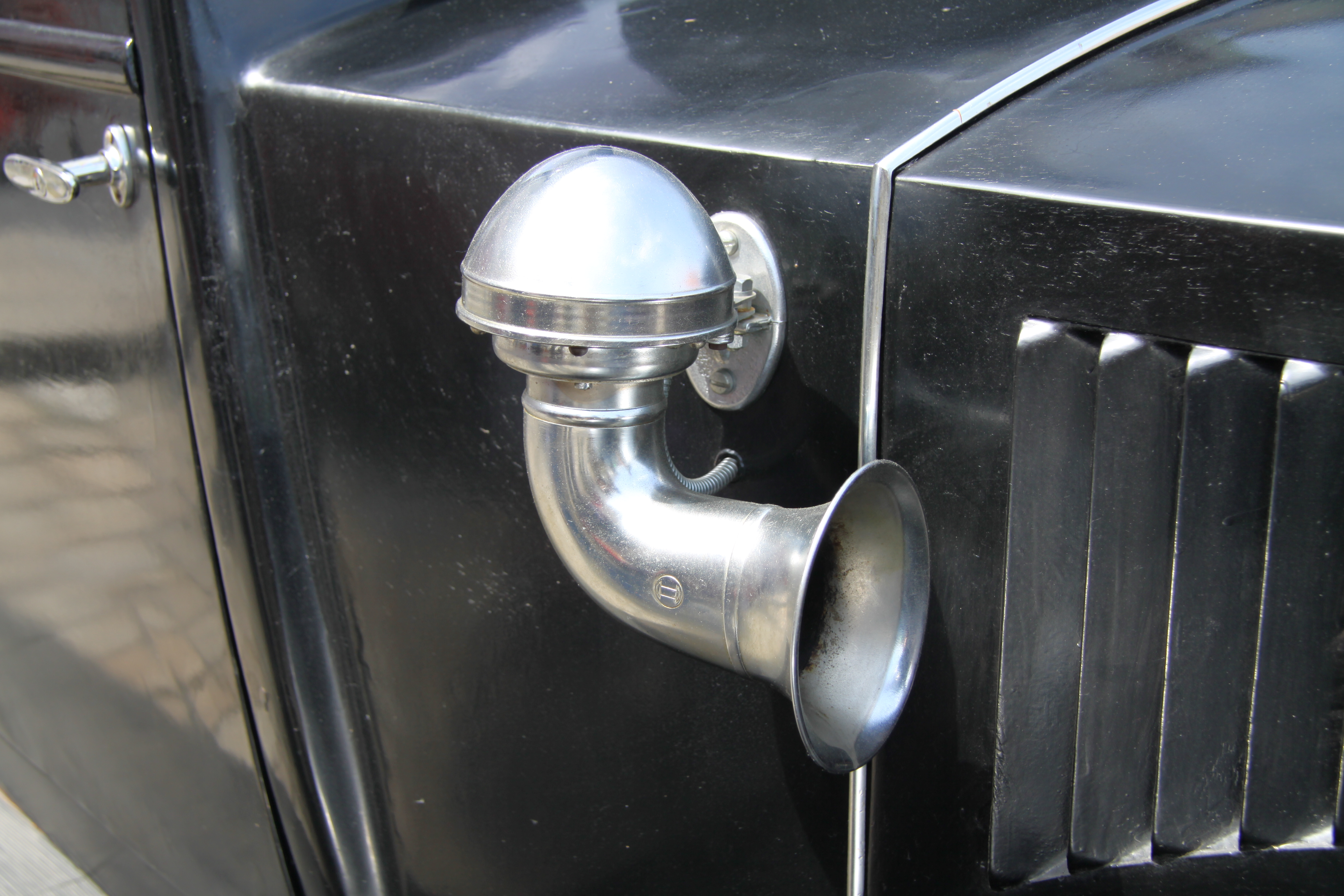